# 007 Legends
007 Legends est un jeu vidéo de tir à la première personne, développé par Eurocom et édité par Activision, sorti en Octobre 2012 sur PlayStation 3, Xbox 360 et Windows ; puis, en Novembre 2012 sur Wii U.

## Trame
James Bond s'est fait tirer dessus. Peu à peu, en reprenant conscience, il se rappelle ses grandes heures passées en voyageant dans le temps pour revivre une sélection de six missions les plus mythiques issues des célèbres films : Goldfinger, Au service secret de Sa Majesté, Meurs un autre Jour, Permis de tuer, Moonraker et enfin Skyfall.

## Système de jeu
007 Legends est un jeu vidéo de tir à la première personne, qui comporte 6 missions et possède 12 modes de jeu en ligne. L'un d'entre eux, le mode Permis de Tuer en équipe, permet aussi d'incarner de célèbres personnages de la saga James Bond, en plus de ceux qui apparaissent déjà dans les missions solo du jeu, tels que Dr No, Rosa Klebb, Emilio Largo, Dr Kananga, Baron Samedi, Scaramanga et Max Zorin.

## Développement
007 Legends est développé par le studio anglais Eurocom, spécialisé dans le jeu sur commande pour divers éditeurs, dont Activision. Le développement du jeu est entrepris pour coïncider avec le 50e anniversaire de la franchise James Bond. Il comporte le scénario de six films de la saga, lesquels sont Moonraker, Au service secret de Sa Majesté, Permis de tuer, Meurs un autre jour, Skyfall et Goldfinger.

## Bande-son
Kevin Kiner compose la musique du jeu. Le thème principal du jeu est une reprise de Goldfinger de Shirley Bassey composé par David Arnold, lequel est aidé par Kevin Kiner.

## Accueil
- IGN : 4,5 / 10[4] (PS3, Xbox 360)
- Gameblog : 2 / 10[5] (PS3, Xbox 360, Wii U)
- Jeuxvideo.com : 7 / 20[6] (PS3, Xbox 360) et 7 / 20[7] (Wii U)
- Gamekult : 3 / 10[8] (Xbox 360)

## Postérité
Lors de la sortie du jeu en octobre 2012, celui-ci reçoit de nombreux avis négatifs et convainc très peu de critiques. D'après le journaliste Dan Pearson pour Games Industry, le jeu était voué à l'échec, car le studio a dû rapidement terminer le développement de 007 Legends afin de respecter les délais imposés par Activision. En novembre 2012, l'annulation de plusieurs projets force le directeur d'Eurocom, Hugh Binns, à procéder au licenciement du trois-quart de ses effectifs (de plus de 250 personnes à 42),. Le studio se recentre alors sur le développement de jeu mobile. Toutefois, le 7 décembre 2012, Eurocom est finalement contraint à fermer définitivement, après 25 années dans l'industrie du jeu vidéo.